# Tether (álbum de Of Mice & Men)
Tether  es el octavo álbum de estudio de la banda estadounidense Of Mice & Men. Fue lanzado el 6 de octubre de 2023 a través de SharpTone Records. Este es el último álbum que la banda lanzó con SharpTone Records. 

## Antecedentes y promoción
El 12 de febrero de 2023, la banda anunció a través de redes sociales que casi habían terminado el material de su octavo álbum de estudio. El 9 de julio, la banda compartió un video en línea con imágenes del detrás de cámaras de una grabación reciente, incluyendo una sesión de fotos. El 17 de julio, revelaron el título de su octavo álbum de estudio. Ese mismo día, la banda confirmó que el primer sencillo, titulado "Warpaint", se lanzaría el 28 de julio. Ese mismo día, la banda reveló la fecha de lanzamiento del álbum.
El 23 de agosto, la banda lanzó el segundo sencillo, "Castaway", junto con su video musical. El 20 de septiembre, tres semanas antes del lanzamiento del álbum, la banda lanzó el tercer sencillo, "Indigo". El video musical de "Into the Sun" se lanzó el 6 de octubre de 2023, coincidiendo con el lanzamiento del álbum.

## Lista de canciones
Todas las canciones escritas y compuestas por Of Mice & Men (Valentino Arteaga, Alan Ashby, Phil Manansala y Aaron Pauley). 
| N.º | Título              | Duración |  |
| 1.  | «Integration»       | 4:02     |  |
| 2.  | «Warpaint»          | 3:28     |  |
| 3.  | «Shiver»            | 4:08     |  |
| 4.  | «Eternal Pessimist» | 3:53     |  |
| 5.  | «Into the Sun»      | 3:34     |  |
| 6.  | «Enraptured»        | 4:03     |  |
| 7.  | «Castaway»          | 3:31     |  |
| 8.  | «Tether»            | 3:55     |  |
| 9.  | «Indigo»            | 3:41     |  |
| 10. | «Zephyros»          | 3:38     |  |

## Personal
- Aaron Pauley: Voz Principal y Bajo
- Phil Manansala: Guitarra Líder y Coros
- Alan Ashby: Guitarra Rítmica y Coros
- Valentino Arteaga: Batería